# Göta Pettersson
Göta Pettersson (Estocolmo, Suecia, 18 de diciembre de 1926-ibídem, 9 de octubre de 1993) es una gimnasta artística sueca, campeona olímpica en Helsinki 1952 en el concurso de equipos con aparatos.

## Carrera deportiva
En el Mundial de Basilea 1950 gana el oro en equipo, por delante del equipo de gimnastas francesas y de las italianas.
En los JJ. OO. de Helsinki 1952 consigue el oro en el concurso de equipos con aparatos (una modalidad similar a la gimnasia rítmica actual), por delante de las soviéticas y húngaras, siendo sus compañeras de equipo: Karin Lindberg, Ann-Sofi Pettersson, Gun Roring, Evy Berggren, Ingrid Sandahl, Hjördis Nordin y Vanja Blomberg.